# Harpa amouretta
Espèce
Harpa amouretta est une espèce de mollusques gastéropodes marins de la famille des Harpidae.

## Systématique
L'espèce Harpa amouretta a été décrite en 1798 par le naturaliste allemand Peter Friedrich Röding (1767-1846).

## Répartition
Harpa amouretta se rencontre dans le bassin Indo-Pacifique.

## Description

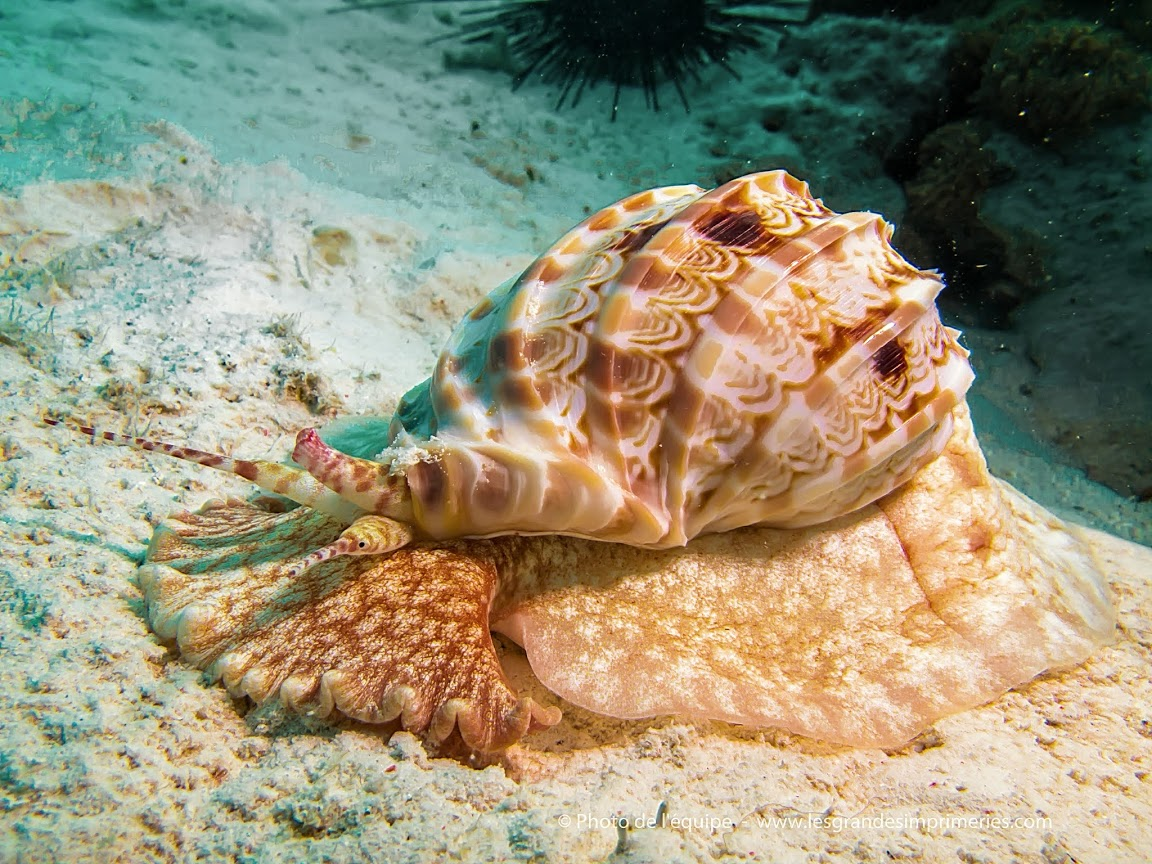
Harpa amouretta, animal vivant.

La coquille d’Harpa amouretta mesure au maximum 7 cm, et est de couleur blanche à crème avec des stries brun clair.

## Liste des sous-espèces
Selon BioLib (29 décembre 2022) :
- Harpa amouretta crassa (C.F.F. von Krauss, 1848)
- Harpa amouretta minor Lamarck, 1822